# Armbloemig look
Armbloemig look (Allium paradoxum) is een bolgewas uit de narcisfamilie. In Nederland komt armbloemig look als stinsenplant voor en in de loofbossen aan de binnenduinrand. Van nature komt armbloemig look voor in Zuidwest-Azië in de Kaukasus, de bergen van Centraal-Azië en Noord-Iran.

## Beschrijving
Armbloemig look is een vaste plant, die 20 tot 30 cm hoog wordt. Deze geofyt vormt als overlevingsorgaan tot 1 cm grote bollen. De papierachtige huid van de bol is grauwzwart. De scherp driekantige stengel heeft geen bladeren. Meestal is er maar één of soms drie grondstandige bladeren aanwezig. Het ongesteelde, lijnvormige of elliptische, gekielde, gebogen blad is 20 cm lang en 0,5 tot 2,5 cm breed. Aan de basis is het blad versmald. De vegetatieperiode is van het vroege voorjaar tot het begin van de zomer.
Armbloemig look bloeit van april tot juni en de bloei duurt ongeveer 20 dagen. Op een lange bloeistengel zit een scherm met meestal 1 à 5 knikkende, lang gesteelde bloemen met vaak tot 20 groene broedbolletjes. Vaak ontbreken echter de bloemen. De bloeiwijze heeft een klein hoogteblad. De tweeslachtige, witte bloemen zijn drietallig, radiairsymmetrisch en breed klokvormig. Op het witte bloemblad zit een onduidelijke groen streep. De zes gelijkvormige, stompe, melkwitte bloembladeren staan rechtop. De stempel heeft drie lobben.

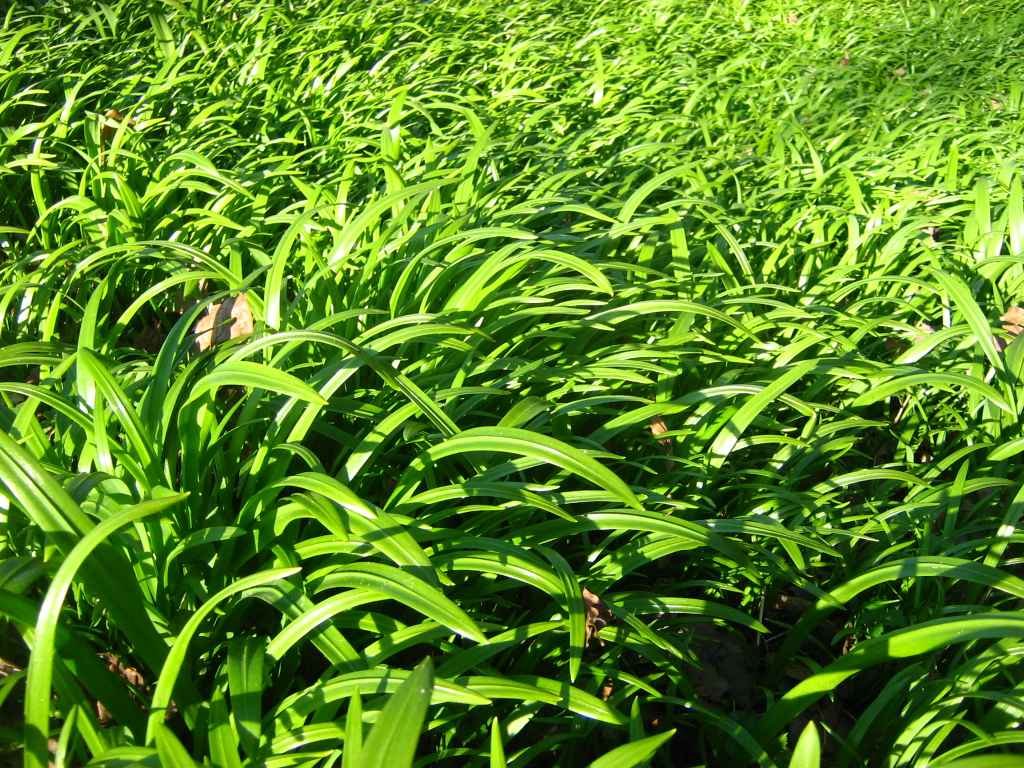
Armbloemig look op de stadswallen van Neubrandenburg

## Systematiek
Friedrich August Marschall von Bieberstein beschreef de soort in 1819 onder de naam Scilla paradoxa in zijn Flora taurico-caucasica. George Don plaatste de soort in 1817 in het geslacht Allium. Allium paradoxum behoort tot de sectie Briseis in het ondergeslacht Amerallium binnen het geslacht Allium.